# I GOTTA KICK START NOW
『I GOTTA KICK START NOW』（アイ・ガッタ・キック・スタート・ナウ）は、日本のロックユニット、VAMPSの2枚目のシングル。2009年3月13日発売。発売元は主宰レーベル、VAMPROSE。

## 解説
前作「LOVE ADDICT」から約8ヶ月ぶりとなるシングル。
本作の表題曲「I GOTTA KICK START NOW」は、へヴィネスとポップさを兼ね備えた疾走感溢れる楽曲となっている。作詞・作曲を担当したHYDEはこの曲について「ある種の賑やかし」と語っている。また、HYDEはこの曲の制作イメージについて「もうちょっとだけ世の中に歩み寄った曲にしたかったんだよね。あまりにも世間と離れすぎるのも良くないから。といっても「LOVE ADDICT」がポップじゃなかった、っていうことではないんだけど」と述べている。さらに、K.A.Zはこの曲の印象について「疾走感、ワイルドな雰囲気、気持ちよく広がっていく感じ ――1曲の中にいろんな表情があって、それもすごくいいなって。楽曲の方向性を決め込みすぎちゃうと、生き生きした感じがなくなっちゃうので」「ギターのフレーズも凄く王道な感じで。意外と一発のフレーズで王道な感覚をギターで鳴らすのは難しいんですよね」「HYDEが弾いてる（ギター）フレーズを聴いた瞬間、ガツンとくるような衝撃があった」と述べている。そしてK.A.Zは、アルバム『VAMPS』発売時に受けたインタビューの中で、この曲におけるHYDEの歌唱について「今まで聴いてきたHYDEの歌い方とはまた違う気もするんですよね。本人も今回（のアルバム『VAMPS』）は歌い方をいろいろ実験したと言ってたんですけど、これ、凄くいいと思います」と述べている。余談だが、HYDEは当初、今回のシングル表題曲にバラードソングを据えるつもりだったという。HYDEは本作発売時に受けたインタビューの中で、この曲を表題曲に持ってきた経緯について「考えてみたら「LOVE ADDICT」からかなり時間が経ってるし、2009年最初のシングルでバラードはないだろうって。しかも、これからツアーに出て、アルバムがリリースされるっていうタイミングだし」と述懐している。
カップリングには、イギリスの女性デュオ、シャンプーの楽曲「トラブル」のカバー音源が収録されている。ちなみにこのカバー音源は、VAMPSに対しCMへの出演および楽曲提供依頼があったことを受け、制作されることになったという。なお、音源のアレンジ作業は、K.A.Zを中心に進められており、4つ打ちのエレクトロ・サウンドを基本としたトラックになっている。K.A.Zはカバー音源のアレンジ作業を振り返り「単純にかっこいいと思うビート、かっこいいと思う音色を選んで、ループを組みました。歌を聴かせるというよりは、ビートで乗せていくっていう感覚」と述べている。また、HYDEはカバーするにあたり、この曲を選んだ理由について「"15秒の中で、どれだけVAMPSのイメージを残せるか"ということを考えた」「自分の好みで言うと、たぶんデペッシュ・モードなんかを選ぶと思うんだけど、そうすることで"お、かっけー!"って思う人って少ないと思うんだよね。だったら、みんなが知ってる曲をかっこよくやったほうが、インパクトがあるんじゃないかって。最初はマイケル・ジャクソンの曲がいいなって思ってたんだけど、許可を取るのに時間がかかりそうだったから、"じゃあ、shampooだ!"って」と語っている。余談だが、この曲は表題曲と同様に、ミュージック・ビデオが制作されており、その映像は1stアルバム『VAMPS』の初回生産限定盤に付属するDVDに収録されている。
本作は、初回生産限定盤（CD＋DVD）と通常盤（CD）の2形態でリリースされている。初回盤には表題曲のミュージック・ビデオとメイキング映像を収録したDVDが付属している。なお、本作は英語圏の多くの国で不吉な日とされている『13日の金曜日』に合わせ、2009年3月13日に発売されている。一般的にCDは、VAMPSの作品に限らずオリコン週間チャートの集計期間を考慮し、水曜日に発売されることが多いが、今回ホラーやオカルト要素を好むHYDEのこだわりにより発売日がずらされている。余談だが、HYDEはソロ単独名義で発表した作品を集めたベストアルバム『HYDE』の発売告知に関しても、2009年2月13日（金曜日）に行った過去がある。なお、本作は2009年に発表されたオリコン年間インディーズシングルチャートにおいて、2年連続2度目の年間首位を獲得している。

## 収録曲
| #  | タイトル                   | 作詞           | 作曲           | 編曲  | 時間 |
| -- | -------------------------- | -------------- | -------------- | ----- | ---- |
| 1. | 「I GOTTA KICK START NOW」 | HYDE           | HYDE           | VAMPS | 4:36 |
| 2. | 「TROUBLE」                | ASKEW CAROLINE | ASKEW CAROLINE | VAMPS | 3:32 |

## 初回生産盤付属DVD
1. I GOTTA KICK START NOW
ディレクター：A.T.
2. I GOTTA KICK START NOW -MAKING-

## タイアップ
TROUBLE
- ジェムケリー「GEREZZA」CMソング（本人出演）

## 参加ミュージシャン
I GOTTA KICK START NOW
- HYDE：Vocal
- K.A.Z：Guitar, Programming
  - Ju-ken：Bass
  - Arimatsu：Drums

## 収録アルバム
- 『VAMPS』 (#1)